# 브라이언 매캔
브라이언 매캔(영어: Brian Michael McCann, 1984년 2월 20일 ~ )은 미국의 전 야구 선수다. 2005년 애틀랜타 브레이브스에서 데뷔한 후 포수 포지션으로 메이저리그 올스타전에만 7번 뽑히며 메이저리그를 대표하는 포수로 활약했다.